# Jazz à Vienne
Jazz à Vienne is een Frans jazzfestival opgericht in 1981, dat in korte tijd internationale uitstraling verwierf. Het vindt elke zomer plaats in Vienne, in het departement van Isère, en duurt dan ongeveer twee weken (van 26 juni tot 11 juli in 2015).

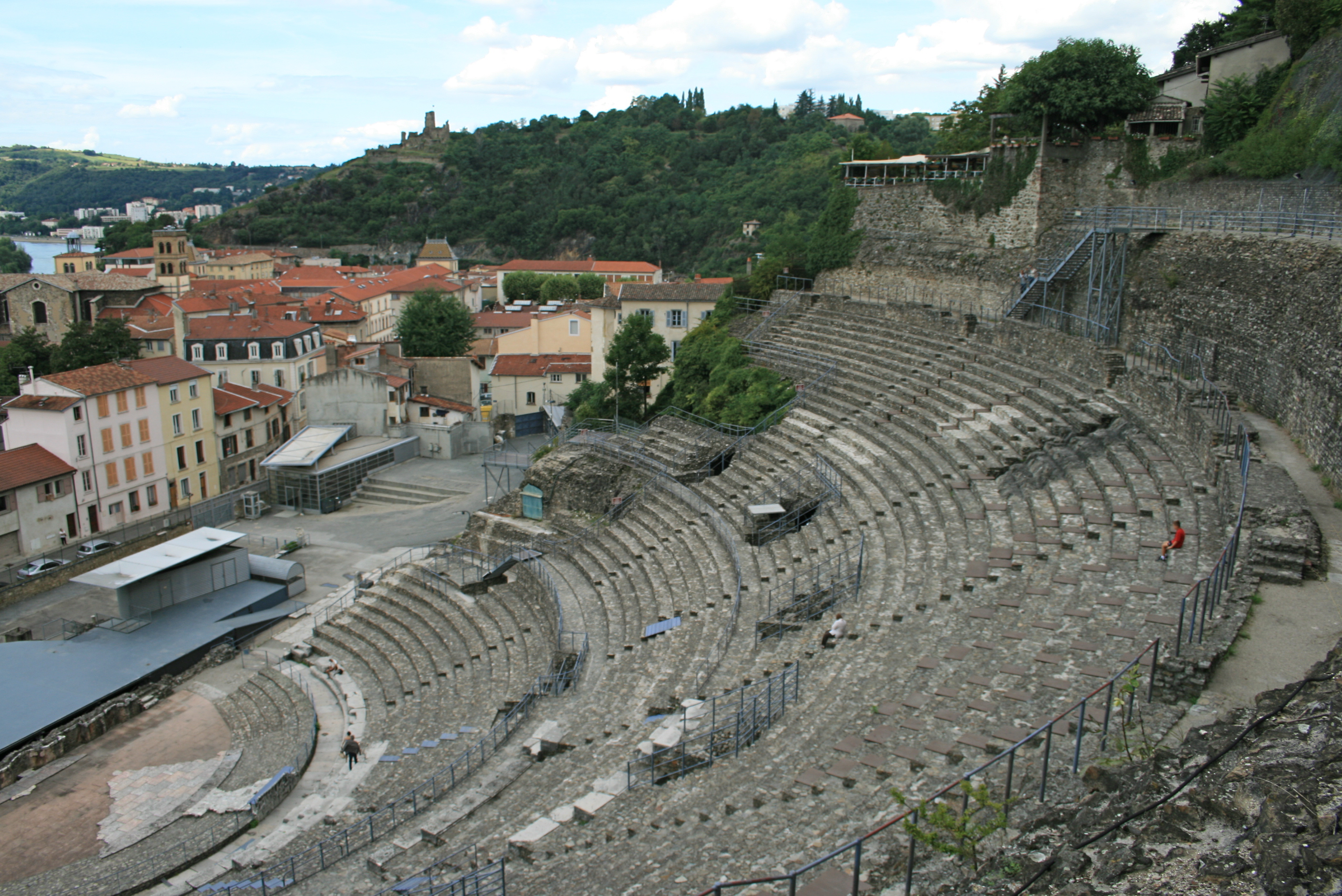
Het decor voor het jazzfestival Jazz à Vienne wordt gevormd door het oude Romeinse theater van Vienne.

Het belangrijkste, betaalde, podium van het festival is het Romeinse theater van Vienne, dat plaats biedt aan meer dan 7000 toeschouwers. Veel bekende jazzmusici traden er op, onder wie Miles Davis, Stan Getz, Claude Challe, Michel Petrucciani, Ella Fitzgerald, Sonny Rollins, Lionel Hampton, Dee Dee Bridgewater, Chuck Berry en  Ike Turner.
Heel wat 'soirées' zijn gepland voor aan jazz verwante muziekgenres, zoals funk, blues, gospel, latin en manouche.

## Geschiedenis
Het Romeinse theater, met uitzicht op de steile hellingen van de heuvel van Pipet, bood destijds plaats aan 13000 toeschouwers, waarmee het een van de grootste theaters van het Romeinse Rijk was. Pas in 1908 werd begonnen met opgravingen, waardoor renovatie van het reeds 1700 jaar begraven monument mogelijk werd. In 1938 woonde de Franse president Albert Lebrun de inhuldiging bij van het gerestaureerde theater. Van toen af aan kreeg het oude theater een nieuw leven en kon Vienne weer aanknopen met zijn prestigieus verleden als cultureel centrum. Elk jaar, vooral tijdens de zomer, vinden er nu culturele evenementen plaats die grote publieke bijval genieten. 
Sinds 1980 is aan het al drukke programma ook een "nacht van blues" toegevoegd. Oorspronkelijk was die gepland voor het Romeinse theater, maar het vond uiteindelijk als gevolg van een storm op de openingsavond plaats in een inderhaast opgetrokken tent op de Champ de Mars. Deze eerste bewogen nacht was het begin van wat later het Internationaal Jazzfestival Jazz à Vienne zou worden. Op enkele jaren tijd groeide dit evenement uit tot het  belangrijkste jazzfestival in Frankrijk, tot een populair cultureel evenement in de Rhone-Alpes, en vanwege het grote aantal toeschouwers tot een van de belangrijkste Europese festivals. Met de huidige capaciteit van 7500 plaatsen dient het Romeinse theater in Vienne als decor voor het festival. De sfeer die elke zomer het hart van dit bijzondere monument en de hele stad verlevendigt, trekt elk jaar een groter publiek aan. In totaal ontving het festival in 2010, met het oude theater als hoofdpodium, 95000 toeschouwers.

## Verschillende podia
Het festival vindt de hele dag en over verschillende podia in de stad plaats: 
- "The Midnight Club", een  theater in Italiaanse stijl in het hart van de stad, met een internationaal programma;
- "Les jardins de Cybèle" , de hele middag, met een mix van regionale artiesten en optredens van bigbands uit Franse en buitenlandse muziekscholen;
- "L'Académie du Jazz", met stages en masterclasses;
- "Le Jazz Mix", club after in de "Magic mirror", een houten chapiteau afkomstig uit Noord-Europa, met een feestelijk en trendy avondprogramma.